# Eussoia
Eussoia is een geslacht van weekdieren uit de klasse van de Gastropoda (slakken).

## Soorten
- Eussoia aurifera (Preston, 1912)
- Eussoia leptodonta (Nevill, 1881)